# Achre
Achre war ein Prinz des altägyptischen Alten Reichs. Seine genaue Datierung und familiären Beziehungen sind unsicher. Sein einziger bekannter Titel ist der eines ältesten leiblichen Königssohns.

## Grabstätte
Achre gehört das Felsgrab No. 4 nördlich der Sphinx in der Nekropole von Gizeh, das 1936/37 unter Leitung von Selim Hassan ausgegraben wurde. Es besitzt einen kleinen, vertieften Vorhof, eine Vorkammer und eine Grabkapelle. Die Wände des Vorhofs weisen Reliefs auf, die während der Nachnutzung des Grabes im Neuen Reich angebracht wurden. Nur an der Türrolle am Eingang vom Hof zur Vorkammer hat sich eine Inschrift mit Namen und Titel des Achre erhalten. Auch in der Grabkapelle fand Hassan noch geringe Reste der ursprünglichen Verzierung. Die Kapelle weist zwei Grabschächte auf, ein weiterer befindet sich in der Vorkammer.

## Datierung und familiäre Zuordnung
Aufgrund der wenigen erhaltenen Anhaltspunkte in seinem Grab ist eine genaue Datierung von Achre unsicher. Hassan datierte ihn nur allgemein ins Alte Reich. Bertha Porter und Rosalind L. B. Moss ordneten das Grab der 5. oder 6. Dynastie zu, was aber von mehreren anderen Forschern als zu spät verworfen wurde. Michel Baud ordnete ihn mit Verweis auf Yvonne Harpur und Naguib Kanawati in die späte 4. oder frühe 5. Dynastie ein, da der Abschnitt der Nekropole, in dem sich das Grab des Achre befindet, seine Blütezeit zwischen den Regierungszeiten des Chephren (4. Dynastie) und des Niuserre (5. Dynastie) hatte.
Der Titel „ältester leiblicher Königssohn“ macht eine Abstammung von einem der in Gizeh bestatteten Könige (aufgrund der Nähe des Grabes zur Sphinx und zur Chephren-Pyramide vermutlich Chephren) wahrscheinlich. Allerdings fehlen weitere Hinweise, weshalb sich die Möglichkeit nicht ausschließen lässt, dass Anchre ein späterer Titularprinz war.